# DEMON デーモン
『DEMON デーモン』 (デーモン、原題：Blackway または Go With Me）は、ダニエル・アルフレッドソン監督による2015年のサスペンス映画。2008年のキャッスル・フリーマン・Jrの小説『Go with Me』を原作に、ジョー・ガンジェミとグレゴリー・ジェイコブズが脚本。主演のアンソニー・ホプキンスと監督は同年の『ハイネケン誘拐の代償』に続く再タッグとなり、ホプキンスとレイ・リオッタは『ハンニバル』以来の共演となった。
2015年の第72回ヴェネツィア国際映画祭で Go with Me として上映され、2015年の映画として扱われているが、アメリカ合衆国では2016年6月10日まで一般公開されなかった。

## 原題
本作は小説『Go with Me』に基づいており、公開前は同名のタイトルだった。2015年の第72回ヴェネツィア国際映画祭でも Go With Me として公開されている。DVDは、アメリカ合衆国などでは Blackway として、イギリスなどその他の国では Go With Me としてリリースされている。

## あらすじ
オレゴン州の故郷に戻った若い女性リリアン（ジュリア・スタイルズ）は、元警官で町を牛耳るブラックウェイと呼ばれる男（レイ・リオッタ）から嫌がらせを受けるようになった。他の住民にも見放され、町を出るよう保安官に助言されたリリアンだったが、元きこりのレスター（アンソニー・ホプキンス）と彼の助手ネイト（アレクサンダー・ルドウィグ）に協力してもらい、ブラックウェイに立ち向かうことを決意する。

## キャスト
※括弧内は日本語吹替
- レスター - アンソニー・ホプキンス（勝部演之）
- リリアン - ジュリア・スタイルズ（早川舞）
- ブラックウェイ - レイ・リオッタ（三上哲）
- ウィザー - ハル・ホルブルック（堀越富三郎）
- ネイト - アレクサンダー・ルドウィグ（小林親弘）
- マードック - ロックリン・マンロー（村井雄治）

## 制作
2014年8月、脚本家ジョー・ガンジェミはインタビューで、グレゴリー・ジェイコブズと共同でキャッスル・フリーマン・Jrの小説『Go with Me』の脚色を手掛けたことを明かした。9月19日、主演にアンソニー・ホプキンス、監督にダニエル・アルフレッドソン、製作会社にEnderby EntertainmentとThe Gotham Groupが発表された。
プロデューサーはホプキンスはジェイコブズの共同に加え、リック・ダグデール、リンジー・ウィリアムズ、エレン・ゴールドスミス・ヴェインも加わった。 10月23日には、ディーン・デヴリンのエレクトリック・エンターテインメントが協調融資をし、国際的に映画の権利を取得。10月30日にはジュリア・スタイルズとレイ・リオッタの出演が発表され、11月17日にはアレクサンダー・ルドウィグがホプキンスの若い助手役としての出演が発表された。

## 撮影
撮影は2014年11月12日、ブリティッシュコロンビア州のエンダービーで開始。ランビーでも撮影された。撮影は12月下旬まで続いた。